# 1480年代
1480年代（せんよんひゃくはちじゅうねんだい）は、西暦（ユリウス暦）1480年から1489年までの10年間を指す十年紀。

## できごと

### 1480年
- モスクワ大公国自立（タタールの軛からの解放）。

### 1483年
- 1483年/1490年 - 慈照寺 銀閣創建。

### 1487年
- バーソロミュー・ディアス、喜望峰到達。